# Вівдич Олександр Валентинович
Олександр Валентинович Вівдич (нар. 22 лютого 2002, Житомир, Україна) — український футболіст, нападник футбольного клубу «Полтава».

## Життєпис
Народився в Житомирі. У ДЮФЛУ з 2016 по 2020 рік виступав за ДЮФК «Жерм» (Черняхів), «Прем'єр-Нива» (Вінниця), «Полісся» (Житомир) та «Шахтар» (Донецьк). Дорослу футбольну кар'єру розпочав 2020 року в складі СДЮСШОР «Полісся» (Житомир), провів 1 поєдинок у чемпіонаті Житомирської області. У сезоні 2020/21 років виступав за юнацьку та молодіжну команду львівського «Руху». У першій половині сезону 2021/22 років грав за юнацьку команду «Олександрії».
24 серпня 2022 року підписав контракт з «Кременем». У футболці кременчуцького клубу дебютував 27 серпня 2022 року в нічийному (3:3) виїзному поєдинку 1-го туру групи «Б» Першої ліги України проти запорізького «Металурга». Олександр вийшов на поле на 46-й хвилині замість Івана Куця. Першими голами за «Кремінь» відзначився 2 вересня 2022 року на 45+1-й та 48-й хвилині переможного (3:1) домашнього поєдинку 2-го туру групи «Б» Першої ліги України проти томаківського «Скорука». Вівдич вийшов на поле в стартовому складі, а на 64-й хвилині його замінив Іван Куць. У сезоні 2022/23 років зіграв 22 матчі (4 голи) у Першій лізі України за першу команду та 2 матчі (1 гол) за дублюючий склад у Другій лізі України.
1 вересня 2023 року перейшов до СК «Полтава», підписавши контракт до червня 2026 року.